# Ľubochňa
Ľubochňa (ungarisch Fenyőháza – bis 1902 Lubohna) ist eine Gemeinde im Okres Ružomberok innerhalb des Žilinský kraj in der Slowakei mit etwa 1.100 Einwohnern.

## Geographie
Die Gemeinde liegt am linken Ufer der Waag beim Zusammenfluss mit dem Bach Ľubochnianka. Sie liegt zwischen den Gebirgen Große Fatra, knapp außerhalb der Grenzen des Nationalparks Große Fatra im Süden und der Oravská vrchovina im Norden. Das große Gemeindegebiet umfasst auch das 25 Kilometer lange Tal Ľubochnianska dolina. Ľubochňa ist 13 Kilometer westlich von Ružomberok und 28 Kilometer östlich von Martin entfernt.
Verkehrsmäßig liegt der Ort an der Straße 1. Ordnung 18 (E 50) sowie an der zweigleisigen Bahnstrecke Žilina–Košice, mit einem Bahnhof am rechten Ufer der Waag.

## Geschichte
Die mittelalterliche Geschichte ist mehr an das Ľubochňa-Tal angebunden, 1287 wird in einer Urkunde der Bach Ľubochnianka erwähnt. Schon wahrscheinlich im 16. Jahrhundert entstand im Tal eine Glashütte, die jedoch erst 1629 mit Sicherheit erwähnt wird. In dieser Zeit waren auch zwei Sägewerke der Burgherrschaft von Likava tätig, neben diesen Einrichtungen bestand jedoch nur ein Gasthaus und wenige Häuser. Ein Ort namens Ľubochňa wird erst 1808 erwähnt, deren Einwohner zumeist in der Forstwirtschaft tätig waren. Anfang 19. Jahrhundert wurde eine Hammerschmiede mit einer Esse zur Verarbeitung von Roheisen gegründet. 1882 wurde sie der Nachbargemeinde Hubová angegliedert und wurde erst 1951 wieder zu einer selbständigen Gemeinde.
Ende des 19. Jahrhunderts entstand hier ein Kurort. 1903–1904 wurde hier die teilweise elektrifizierte Waldbahn Ľubochňa gebaut, um die Ausfuhr von Holz aus dem Tal Ľubochnianska dolina zu erleichtern. Der Betrieb wurde 1966 eingestellt.
Bis 1918 lag der Ort im Komitat Liptau innerhalb des Königreichs Ungarn und kam danach zur Tschechoslowakei. 

## Bevölkerung
| Jahr                | 1994 | 2004    | 2014    | 2024    |
| ------------------- | ---- | ------- | ------- | ------- |
| Anzahl der Personen | 1065 | 1042    | 1053    | 1045    |
| Unterschied         |      | −2,15 % | +1,05 % | −0,75 % |

| Jahr                | 2023 | 2024    |
| ------------------- | ---- | ------- |
| Anzahl der Personen | 1052 | 1045    |
| Unterschied         |      | −0,66 % |

## Persönlichkeiten
- Thomas Buergenthal (1934–2023), US-amerikanischer Jurist, Hochschullehrer sowie Richter am Internationalen Gerichtshof